# Dryopsophus platycephalus
Espèce
Synonymes
- Chiroleptes platycephalus Günther, 1873
- Cyclorana platycephala (Günther, 1873)
- Litoria platycephala (Günther, 1873)
- Cyclorana slevini Loveridge, 1950

Statut de conservation UICN

 LC  : Préoccupation mineure
Dryopsophus platycephalus est une espèce d'amphibiens de la famille des Pelodryadidae.

## Répartition
Cette espèce est endémique d'Australie. Elle se rencontre dans trois zones distinctes, :
- dans une grande zone qui s'étend de l'Australie-Méridionale vers la Nouvelle-Galles du Sud, le Sud-Ouest du Queensland et le Sud-Est du Territoire du Nord ;
- dans la zone aride centrale de l'Australie-Occidentale de Winning Pool vers le lac Disappointment à l'Est et vers Morawa et Laverton au Sud ;
- dans une petite zone située au Nord-Est du Territoire du Nord.

La zone de répartition de l'espèce est d'environ 1 645 500 km2.

## Description

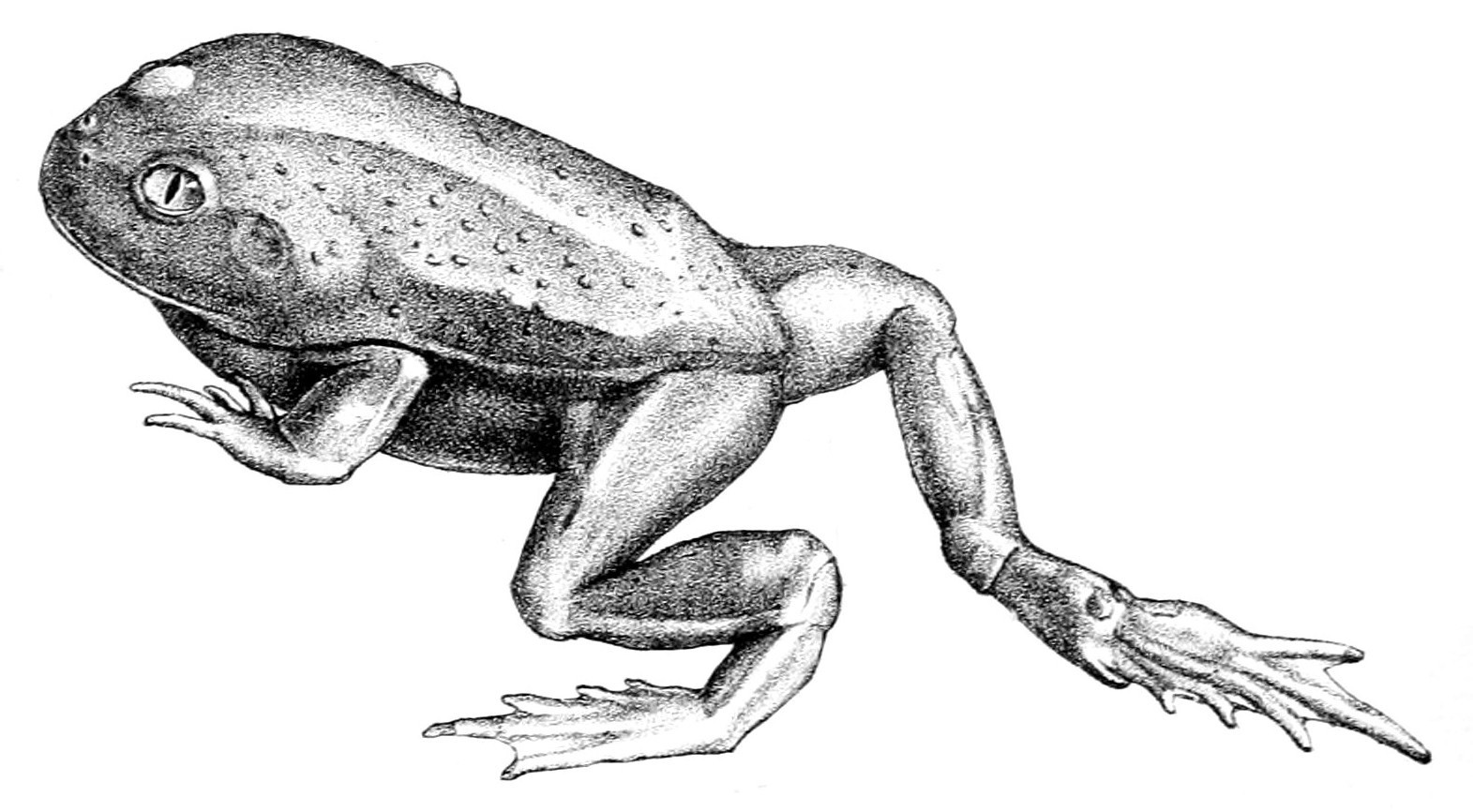
Dryopsophus platycephalus.

L'holotype de Dryopsophus platycephalus mesure 53 mm. Cette espèce a la face dorsale uniformément olive verdâtre et la face ventrale blanchâtre avec de petites taches verdâtres sur la gorge.
Les mâles mesurent de 42 à 64 mm et les femelles de 50 à 72 mm.

## Étymologie
Son nom d'espèce, du grec ancien πλατύς, platús, « plat, plate », et  κεφαλή, képhalế, « tête », lui a été donné en référence à sa morphologie.

## Publication originale
- Günther, 1873 : Descriptions of two new Species of Frogs from Australia. Annals and Magazine of Natural History, sér. 4, vol. 11, p. 349–350[6].